# Liquan (socken i Kina)
Liquan (kinesiska: 醴泉街道, 醴泉) är en socken i Kina. Den ligger i provinsen Shandong, i den östra delen av landet, omkring 240 kilometer öster om provinshuvudstaden Jinan. Antalet invånare är 112 360. Befolkningen består av 56 222 kvinnor och 56 138 män. Barn under 15 år utgör 14,0 %, vuxna 15-64 år 75 %, och äldre över 65 år 9,0 %.
Genomsnittlig årsnederbörd är 757 millimeter. Den regnigaste månaden är juli, med i genomsnitt 239 mm nederbörd, och den torraste är januari, med 11 mm nederbörd.